# Христофорова, Ольга Борисовна
О́льга Бори́совна Христофо́рова (род. 23 мая 1970, Луховицы, Московская область, СССР) — российский фольклорист, антрополог, специалист в области социальной (культурной) антропологии, фольклористики, визуальной антропологии, медицинской антропологии. Кандидат культурологии, доктор филологических наук.

## Биография
В 1992 году окончила исторический факультет МГУ имени М. В. Ломоносова по кафедре этнологии, защитив под руководством доктора исторических наук, профессора А. А. Никишенкова дипломную работу «Культ Вуду в контексте этнической истории Гаити».
В 1993 году — сотрудник сектора Традиционной культуры Института наследия, в 1994—1997 годах — сотрудник Центра визуальной антропологии МГУ имени М. В. Ломоносова.
В 1996 году окончила аспирантуру Института высших гуманитарных исследований РГГУ.
В 1997—1998 годы — ведущий специалист Института культурной антропологии РГГУ.
В 1997 году в РГГУ под руководством доктора филологических наук Е. С. Новик защитила диссертацию на соискание учёной степени кандидата культурологии по теме «Моделирование поведения в архаических культурах: На материале малых жанров фольклора народов Сибири» (Специальность 24.00.01 — Теория культуры (культурология)).
С 1998 года — старший преподаватель, доцент, профессор учебно-научного Центра социальной антропологии РГГУ.
В 2001—2002 годах — приглашённый лектор факультета иностранных языков МГУ, где читала курс «Визуальная антропология народов России».
В 2001—2004 годах — учёный секретарь диссертационного совета Д.212.198.06 (культурология) при РГГУ.
До 1 ноября 2011 года — доцент учебно-научного Центра типологии и семиотики фольклора РГГУ.
С 2011 года — директор Учебно-научного центра типологии и семиотики фольклора РГГУ.
В 2011 году в РГГУ защитила диссертацию на соискание учёной степени доктора филологических наук по теме «Дискурс о колдовстве и локальные фольклорные традиции: семантика, прагматика, социальные функции» (Специальность 10.01.09 — Фольклористика (филологические науки)). Официальные оппоненты: доктор филологических наук Л. Н. Виноградова, доктор филологических наук Т. А. Михайлова, доктор исторических наук Е. Б. Смилянская. Ведущая организация: Сектор фольклора Российского института истории искусств.
С 2013 года — ведущий научный сотрудник Школы актуальных гуманитарных исследований (ШАГИ) РАНХиГС.
С 2014 года — член диссертационного совета 24.1.080.01 (прежняя номенклатура Д.002.209.04) при ИМЛИ им. А.М. Горького РАН, Москва.
Ответственный редактор ежегодного альманаха «In Umbra: Демонология как семиотическая система», РГГУ, Москва
Зам. главного редактора журнала «Фольклор: структура, типология, семиотика», РГГУ.
Член редколлегии журнала «Фольклор и антропология города», РАНХиГС.
Член редколлегии журнала «Вестник РГГУ: Литературоведение. Языкознание. Культурология», РГГУ.
Член редколлегии журнала «Studia Litterarum», ИМЛИ РАН.
Член редколлегии журнала «Новые гуманитарные исследования», ИМЛИ РАН.
Автор более 250 научных работ.

## Награды
- Премия имени П. Г. Богатырёва (2011) за монографию «Колдуны и жертвы: Антропология колдовства в современной России».[1]
- Диплом VII Общероссийского конкурса изданий для вузов «Университетская книга-2015» за монографию «Икота: мифологический персонаж в локальной традиции».

## Научные труды

### Диссертации
- Христофорова О. Б. Моделирование поведения в архаических культурах: На материале малых жанров фольклора народов Сибири. — автореферат дис. ... кандидата культурологии: 24.00.01. — М.: Ин-т высших гуманитарных исследований, 1997. — 24 с.
- Христофорова О. Б. Дискурс о колдовстве и локальные фольклорные традиции: семантика, прагматика, социальные функции. — автореферат дис. ... доктора филологических наук : 10.01.09. — М.: Рос. гос. гуманитар. ун-т (РГГУ), 2010. — 46 с.

### Монографии
- Христофорова О. Б. Логика толкований: Фольклор и моделирование поведения в архаических культурах. — М.: РГГУ, 1998. — 114 с. — (Чтения по истории и теории культуры / РГГУ; Вып. 25).
- Христофорова О. Б. Колдуны и жертвы: Антропология колдовства в современной России. — М.: РГГУ; О.Г.И., 2010. — 432 с. — (Нация и культура / Антропология/ Фольклор: Новые исследования). — 1000 экз.
- Христофорова О. Б. Икота: мифологический персонаж в локальной традиции. — М.: РГГУ, 2013. — 305 с. — (Традиция, текст, фольклор: типология и семиотика).
- Христофорова О. Б. Одержимость в русской деревне. — М.: Неолит, 2016. — 392 с. (2-е изд. - 2020)

- Христофорова О. Б. Мифы северных народов России. От творца Нума и ворона Кутха до демонов кулей и злых духов кана. — М.: Манн, Иванов и Фербер, 2023. — 288 с. — (Мифы от и до. Россия). — 20 0000 экз. — ISBN 978-5-00214-192-0.

### Статьи
на русском языке
- Христофорова О. Б. Некоторые подходы к исследованию «нормативной герменевтики» // Невербальное поле культуры: Тело. Вещь. Ритуал. М., 1996. С. 63-70.
- Христофорова О. Б., Александровым Е. В., Филимонов Л. С. Анализ состояния отечественной и зарубежной визуальной антропологии (фестиваль 1997 г. в Хельсинки) // Материальная база сферы культуры. Науч.-информ. сб. Вып. 3. М.: Изд. РГБ, 1997. С. 69-80.
- Христофорова О. Б. От этнографического фильма к индейскому кино. Деятельность Мексиканского Национального Института исследований индейских культур // Материальная база сферы культуры. Науч.-информ. сб. Вып. 2. М.: изд. РГБ, 1998. С. 53-61.
- Христофорова О. Б. Социокультурные аспекты риторических приемов в традиционных обществах // Вестник РГГУ. Вып. 2. ИВГИ за письменным столом. М.: РГГУ, 1998. С. 98-103.
- Христофорова О. Б. Визуальная антропология в образовании: Опыт и перспективы // Гуманитарный симпозиум «Открытие и сообщаемость культур». Сборник Российского фестиваля антропологических фильмов «Салехард-98», 23-30 авг. 1998 г. М., 1998. С. 70-75.
- Христофорова О. Б. Особенности коммуникативного поведения народов Сибири и их роль в межкультурном общении // Языковое сознание: формирование и функционирование. Сборник статей / Отв. ред. Н. В. Уфимцева. М., 1998. С. 224—231.
- Христофорова О. Б. К вопросу о структуре приметы // Arbor mundi. 1998. № 6. C. 30-47.
- Христофорова О. Б. Как избежать несчастья: актантная структура поведенческих текстов // Вестник РГГУ. Вып. 4. Восток: Исследования. Переводы. Кн. II. М.: РГГУ, 2000. С. 405—412.
- Христофорова О. Б. Национальные стереотипы коммуникативного поведения и их влияние на межэтнические взаимодействия // Язык и этнический конфликт. М.: Гендальф, 2001. С. 99-114.
- Христофорова О. Б. Гадание как моделирование событий (к вопросу о программирующей функции ритуала) // Труды по культурной антропологии: Памяти Г. А. Ткаченко / Сост. В. В. Глебкин. М.: Издат. фирма «Восточная литература» РАН, 2002. С. 346—356.
- Христофорова О. Б. Функции смеха в ритуале: смех как знак // Смех: истоки и функции / Под ред. А. Г. Козинцева. СПб.: «Наука», 2002. С. 75-82.
- Христофорова О. Б. Получение дара (рассказы о шаманском становлении у нганасан) // Arbor mundi. Международный журнал по теории и истории мировой культуры. Вып. 10. 2003. C. 87-105.
- Христофорова О. Б. Между сциентизмом и романтизмом: Клиффорд Гирц о перспективах антропологии // Новое литературное обозрение. 2004. № 6 (70). С. 32-39.
- Христофорова О. Б. Анимизм // Большая российская энциклопедия. — М.: Большая Российская энциклопедия, 2005. — Т. 1. — С. 754.
- Христофорова О. Б. Визуальная антропология: российская действительность и зарубежный опыт // I Всероссийский конгресс фольклористов. Сборник материалов. Т. 2. М., 2006. С. 98-110.
- Христофорова О. Б. Символическая интерпретация социального дискурса (рассказы о деревенских колдунах) // Сны Богородицы. Исследования по антропологии религии. / Под ред. Ж. В. Корминой, А. А. Панченко, С. А. Штыркова. СПб.: Изд-во Европ. ун-та в С.-Петербурге, 2006. С. 184—202.
- Христофорова О. Б. «Дети природы», или этнические проекты региональных киностудий // Ab Imperio. Исследования по новой имперской истории и национализму в постсоветском пространстве. 2006. № 3. С. 437—462.
- Христофорова О. Б. Интерпретации молчания: речевой этикет народов Севера в заметках путешественников и по данным фольклора // Arbor mundi. Международный журнал по теории и истории мировой культуры. Вып. 12. 2006. C. 82-194.
- Христофорова О. Б. Заметки о колдовстве и естественных надобностях // АБ-60. Сборник статей к 60-летию А. К. Байбурина / Ред. Н. Б. Вахтин, Г.А Левинтон и др. (Studia Ethnologica. Труды факультета Этнологии. Вып. 4). СПб.: Европейский университет в Санкт-Петербурге, 2007. С. 168—176.
- Христофорова О. Б. Создавая будущее: марийцы в объективе кинокамер // Ab Imperio. Исследования по новой имперской истории и национализму в постсоветском пространстве. 2007. № 4. С. 261—282.
- Христофорова О. Б. Медведь и сом: типология мотива // Миф, символ, ритуал. Народы Сибири / Сост. О. Б. Христофорова; Отв. ред. С. Ю. Неклюдов. М.: РГГУ, 2008. (Традиция-текст-фольклор: типология и семиотика). С. 193—221.
- Христофорова О. Б. «У меня есть слово»: традиционный речевой этикет и проблемы этнического самосознания в авторских текстах // Вестник РГГУ. Серия «Литературоведение. Фольклористика». 2008. № 9. С. 303—321.
- Христофорова О. Б. Концепты «знать» и «делать» в народной культуре // «Кирпичики»: Фольклористика и культурная антропология сегодня. М.: РГГУ, 2008. С. 364—380.
- Христофорова О. Б. Мифология в повседневной жизни старообрядцев Верхокамья // Традиционная книга и культура позднего русского средневековья: Труды всероссийской научной конференции к 40-летию полевых археографических исследований Московского государственного университета им. М. В. Ломоносова (Москва, 27-28 октября 2006 г.) / Отв. ред. И. В. Поздеева. Ч. 2. История, книжность и культура русского старообрядчества. Ярославль, 2008. С. 255—274. 1,1 п.л.
- Христофорова О. Б. Несказочная проза и символическая стратификация социального пространства // Вестник РГГУ. Серия «Филологические науки. Литературоведение и фольклористика». 2009. № 9. С. 138—158.
- Христофорова О. Б. Мифологическая традиция Верхокамья // Вестник РГГУ. Серия «Филологические науки. Литературоведение и фольклористика». 2009. № 9. С. 359—368.
- Христофорова О. Б. О магах, маглах и дозорах: новые старые социальные мифы // Миф в фольклорных традициях и культуре новейшего времени. (Чтения по истории и теории культуры. Вып. 57). М.: РГГУ, 2009. С. 35-48.
- Христофорова О. Б. Икота: к вопросу о генезисе мифологического персонажа // Живая старина. 2009. № 4. С. 20-23.
- Христофорова О. Б. «Стрях и надсада — напраслинная смерть…» // Живая старина. 2010. № 1. С. 49-51.
- Христофорова О. Б. К вопросу о семантике антропоморфных изображений у северных самодийцев // Вестник РГГУ. Серия «Филологические науки. Языкознание». 2010. № 9. С. 230—239.
- Христофорова О. Б. «Робячьи муки», или кувада по-верхокамски // Вестник РГГУ. Серия «Филологические науки. Литературоведение. Фольклористика». 2010. № 11. С. 279—287.
- Христофорова О. Б. Антропологические подходы к изучению феномена колдовства // Пространство колдовства. М.: РГГУ, 2010. (Серия «Традиция-текст-фольклор: типология и семиотика»). С. 11-59.
- Христофорова О. Б. Охотник и два медведя: о возможном источнике эскимосского мифа // «Не любопытства ради, а познания для…» К 75-летию Юрия Борисовича Симченко / Ред. Н. А. Дубова, Ю. Н. Квашнин. М.: Старый сад, 2011. С. 273—282.
- Христофорова О. Б. Демонология как семиотическая система // Живая старина. 2012. № 1. С. 66-69.
- Христофорова О. Б., Неклюдов С. Ю. Научная школа теоретической фольклористики // Дни аспирантуры РГГУ: Материалы научных конференций, Материалы Круглого стола. Научные статьи. Переводы. Вып. 6: В 2 ч. Ч. 1 / Редкол.: Д. П. Бак (отв. ред.) и др.; Сост.: Л. П. Трембич, В. И. Еремеева; Рос. гос. гуманит. ун-т. Управление аспирантурой и докторантурой. М.; РГГУ, 2012. С. 192—206.
- Христофорова О. Б. О нарративах, границах и внимательном чтении // Антропологический форум. № 16. СПб.: МАЭ РАН; ЕУСПб., 2012. С. 492—500.
- Христофорова О. Б. Как выглядит икота? // In Umbra: Демонология как семиотическая система. Альманах. Вып. 1. / Отв. ред. и сост. Д. И. Антонов, О. Б. Христофорова. М.: РГГУ, 2012. С. 123—148.
- Христофорова О. Б. Коммунисты как колдуны и колдуны как партия: рецепция советской власти в старообрядческих общинах Урала // Мифологические модели и ритуальное поведение в советском и постсоветском пространстве: сб. статей / Сост. А. Архипова. М.: РГГУ, 2013. С. 92-104.
- Христофорова О. Б. Упавшая крыша и дочь колдуна, или о коллективности представлений и индивидуальности толкований // Запретное / допускаемое / предписанное в фольклоре / Ред.-сост. Е. Н. Дувакин, Ю. Н. Наумова. М.: РГГУ, 2013. С. 228—248. (Серия «Традиция-текст-фольклор: типология и семиотика»).
- Христофорова О. Б. Земля, лёд и глаза: заметки к мифологии нганасан // Сила взгляда: глаза в мифологии и иконографии / Отв. ред. и сост. Д. И. Антонов. М.: РГГУ, 2013. С. 147—172. (Серия «Традиция-текст-фольклор: типология и семиотика»).
- Христофорова О. Б. «Слово о ядении» преп. Нифонта в иконографии и устной традиции: трансформация образов видения и визионера // In Umbra: Демонология как семиотическая система. Альманах. Вып. 3 / Сост. Д. И. Антонов, О. Б. Христофорова. М.: Индрик, 2014.

на других языках
- Khristoforova, Olga. Spirit possession in a present-day Russian village // Folklorica. Journal of the Slavic and East European Folklore Association. 2010. Vol. XV. P. 27-64.
- Khristoforova, Olga. Current Tendencies in Russian Documentaries // XV ICAES 2K3 Humankind/Nature Interaction: Past, Present and Future. Florence, Italy. July 5-12, 2003. Abstract Book. Vol. II. P. 1334 (Session «Visual Anthropology»).

### Рецензии
- Христофорова О. Б. Рец. на кн.: Christine D. Worobec. Possessed: Women, Witches and Demons in Imperial Russia. DeKalb: Northern Illinois University Press, 2001 // Ab Imperio. Исследования по новой имперской истории и национализму в постсоветском пространстве. 2004. № 1. С. 594—602.
- Христофорова О. Б. Рец. на кн.: Chris J. Chulos. Converging Worlds: Religion and Community in Peasant Russia, 1861—1917. DeKalb: Northern Illinois University Press, 2003 // Ab Imperio. Исследования по новой имперской истории и национализму в постсоветском пространстве. 2005. № 3. С. 617—623.
- Христофорова О. Б. Рец. на кн.: John-Paul Himka and Andriy Zayarnyuk (Eds.), Letters from Heaven: Popular Religion in Russia and Ukraine (Toronto, Buffalo and London: University of Toronto Press, 2006 // Ab Imperio. Исследования по новой имперской истории и национализму в постсоветском пространстве. 2007. № 3. С. 47-55.
- Христофорова О. Б. Рец. на кн.: Galina Lindquist. Conjuring Hope: Magic and Healing in Contemporary Russia. New York and Oxford: Berghahn Books, 2006. 251 pp. (Epistemologies of Healing. Vol. 1.) // Антропологический форум. СПб.: МАЭ РАН; ЕУСПб., 2008. № 8. С. 456—461.
- Христофорова О. Б. Рец. на кн.: Н. Е. Мазалова. Этнографические аспекты изучения личности «знающего» (XIX — начало XXI в.). СПб.: Петербургское востоковедение, 2011. 304 с., цв. илл. // Этнографическое обозрение. 2013. № 2. С. 215—218.

### Составление и научная редакция
- Язык, культура и общество: Сб. науч. ст. и учеб.-метод. материалов / Сост. А. В. Дыбо, О. Б. Христофорова. М.: РГГУ, 2001. 428 с.
- Сны и видения в народной культуре. Мифологический, религиозно-мистический и культурно-психологический аспекты / Сост. О. Б. Христофорова. Отв. ред. С. Ю. Неклюдов. (Традиция-текст-фольклор: типология и семиотика). М.: РГГУ, 2002. 382 с.
- Миф, символ, ритуал. Народы Сибири / Сост. О. Б. Христофорова; Отв. ред. С. Ю. Неклюдов. М.: РГГУ, 2008. 354 с. (Традиция-текст-фольклор: типология и семиотика).
- Сваренный шаман, лживая рабыня и другие: 75 задач по фольклористике, антропологии, социолингвистике / Сост. А. С. Архипова, С. А. Бурлак, И. Б. Иткин, С. Ю. Неклюдов, О. Б. Христофорова. Учебное пособие. М.: РГГУ, 2010. 205 с. (Традиция-текст-фольклор: типология и семиотика).
- Пространство колдовства / Сост. и автор пред. О. Б. Христофорова; Отв. ред. С. Ю. Неклюдов. М.: РГГУ, 2010. 315 с. (Традиция-текст-фольклор: типология и семиотика).
- In Umbra: Демонология как семиотическая система. Альманах. Вып. 1. / Отв. ред. и сост. Д. И. Антонов, О. Б. Христофорова. М.: РГГУ, 2012. 545 с.